# Mohernando
Mohernando település Spanyolországban, Guadalajara tartományban. Mohernando Alarilla, Heras de Ayuso, Ciruelas, Yunquera de Henares, Málaga del Fresno, Robledillo de Mohernando és Humanes községekkel határos. Lakosainak száma 164 fő (2024).

## Népesség
A település népessége az utóbbi években az alábbiak szerint változott:
| Lakosok száma | 129  | 151  | 172  | 207  | 212  | 185  | 175  | 173  | 174  | 164  |
|               | 2001 | 2004 | 2006 | 2009 | 2011 | 2014 | 2016 | 2019 | 2021 | 2024 |